# Банкова паніка

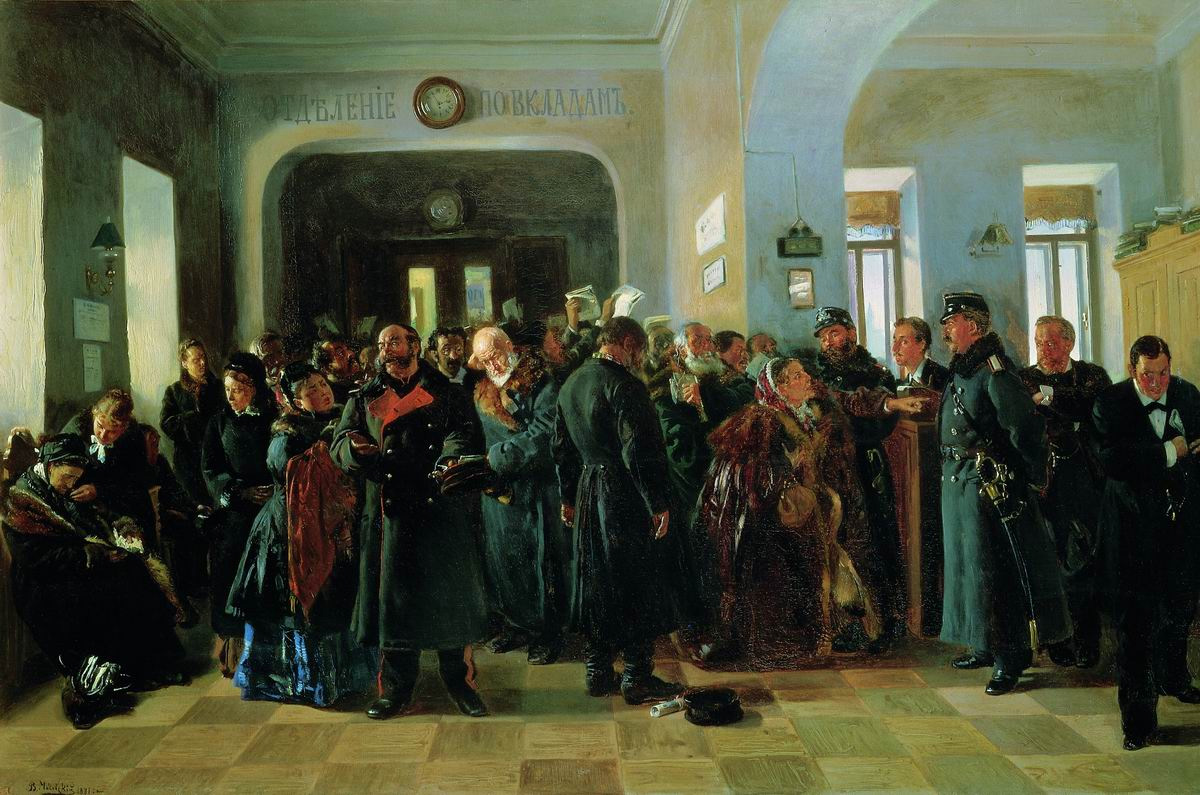
Володимир Маковський: картина Крах банку (1881)

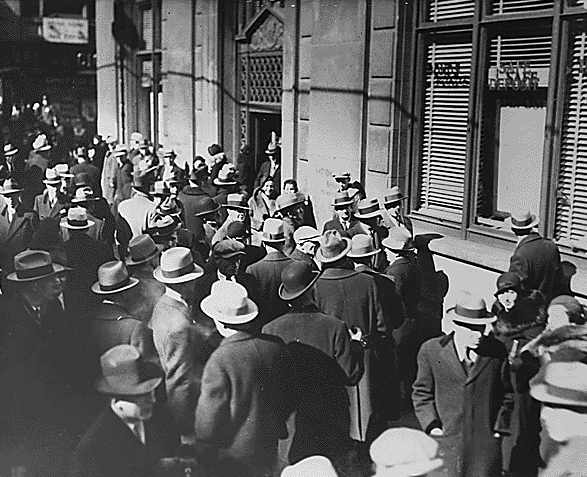
Велика депресія, банкова паніка в США (1933)

Банкова паніка (також банківська паніка, набіг на банк) — відбувається коли в банківській системі з частковим резервуванням депозитів (де банки зазвичай тримають як грошові кошти тільки невелику частину своїх активів) велика кількість клієнтів знімають готівку з депозитних рахунків у фінансовій установі в один і той самий час тому що вони вважають, що фінансова установа або може стати неплатоспроможною, або передати кошти в інші активи, такі як державні облігації, дорогоцінні метали або каміння.
Переведення коштів у іншу установу може характеризуватися як втеча капіталу. При виникненні банкової паніки все більше людей знімають готівку, що може привести до дестабілізації банку і, після вичерпання грошових коштів, його раптового банкрутства. Для боротьби з банковою панікою банк може обмежити, або цілком призупинити зняття коштів, або швидко позичити більше грошей від інших банків чи від центрального банку.
Банкова паніка є різновидом фінансової кризи, що трапляється коли багато банків піддаються набігові водночас, оскільки люди намагаються зберегти свої заощадження шляхом вилучення їх з імовірно (чи вже достеменно) ненадійного банку, переводячи їх у готівку чи й взагалі виводячи їх з вітчизняної банківської системи. Коли з країни виводиться увесь чи майже увесь банківський капітал, наступає Системна банківська криза. Ланцюжок банкрутств, що виникає внаслідок цього, може призвести до тривалого спаду економіки, оскільки вітчизняні підприємства та споживачі перебуватимуть в стані своєрідного грошового голоду мірою зупинки вітчизняної банківської системи. Цитуючи колишнього Голову Федерального Резерву США Бена Бернанке, Велику Депресію спричинила Система Федерального Резерву (національний банк Сполучених Штатів Америки), і більшу частину шкоди було завдано напряму набігами на банки. Витрати на ліквідацію системної банківської кризи можуть бути колосальними – як свідчить статистика, підбита за фактом усіх важливих криз упродовж 1970-2007 рр., фіскальні витрати у середньому становлять 13% ВВП, тоді як втрати у вигляді падіння виробництва  - у середньому 20% ВВП.
Для упередження набігів на банк чи нейтралізації їх негативних наслідків традиційно використовується декілька технічних прийомів, серед яких – підвищення вимог до обов’язкового резервування (вимог до банків тримати більше своїх резервів у вигляді готівки чи інших високоліквідних активів), рефінансування банків державою, нагляд та регулювання комерційних банків, створення центральних банків, що діють як т.зв. кінцевий редитор, запровадження страхування депозитів (на кшталт Федеральної корпорації страхування депозитів у США чи Фонду гарантування вкладів фізичних осіб в Україні) та, вже якщо набіг розпочався, тимчасове призупинення операцій зняття коштів. Ці техніки не завжди спрацьовують: так, навіть у випадку застрахованості їхніх депозитів, громадянами все одно підсвідомо рухатиме брак віри у можливість за потреби отримати доступ до своїх коштів (наприклад, у випадку реорганізації банку).